# Vlašim
Vlašim (niem. Wlaschim) − miasto w Czechach, w kraju środkowoczeskim. Według danych z 2023 powierzchnia miasta wynosiła 4 144 ha, a liczba jego mieszkańców 11 438 osób.

## Zabytki
- Zamek Vlašim

## Demografia
| Rok             | 1970   | 1980   | 1991   | 2001   | 2003   |
| --------------- | ------ | ------ | ------ | ------ | ------ |
| Liczba ludności | 10 515 | 12 613 | 12 809 | 12 270 | 12 225 |

Źródło: Czeski Urząd Statystyczny